# 枝异孔石鲈
枝异孔石鲈（Anisotremus virginicus），是一种海生辐鳍鱼，属笛鲷目石鲈科异孔石鲈属。该鱼原产于西大西洋。

## 外貌描述
该鱼体型深而扁，背部非常高，头部短而钝。嘴位于头部下方，同肉质的嘴唇平行，双颚均有齿带，外齿带呈圆锥形。。该鱼成年个体侧面有交替的黄色和银色条纹，另有一从眼睛上方到上唇边缘的黑条，第二条垂直的黑条从背鳍的前部一直延伸到胸鳍的根部。枝异孔石鲈鱼鳍为黄色，尾鳍深叉。幼鱼黑色条纹与成年鱼不同，它们的黑色条纹沿侧腹中部水平延伸，靠近尾鳍根部有黑色斑点，头部为明黄色。 背鳍含有12根棘刺和16-18根软条，而臀鳍包含3根棘刺和9根软鳍条。该物种的最大总长度为40.6厘米 ，平均体长为25厘米，可长到930克重 。 

## 物种分布
枝异孔石鲈分布于西大西洋，北至佛罗里达州东北，南至巴西里约热内卢，亦广布于加勒比海与墨西哥湾。该鱼在百慕大为引进种。 

## 生态
枝异孔石鲈栖息在20-20米深的浅近岸水域的礁石和岩质海床 。 幼鱼则见于海草床。  该鱼为夜行种，经常形成大型鱼群，鱼群中偶尔会出现普氏仿石鲈。一群枝异孔石鲈常会一起磨牙，故而发出咕噜声。该鱼主要以软体动物、甲壳动物、棘皮动物、多毛类动物等底栖无脊椎动物为食。 幼鱼会和裂唇鱼一样作为清洁鱼清理其他鱼身上的寄生虫和死皮。 

## 物种命名
枝异孔石鲈于1758年首次被瑞典生物学家卡尔·林奈正式描述，此时学名为Sparus virginicus ，其典型产地为南美洲。 当美国鱼类学家西奥多·吉尔创建异孔石鲈属时，他将枝异孔石鲈移入该属并设为模式种。 

## 经济利用
枝异孔石鲈为低价值的经济鱼类，可以用多种方法捕捞，亦是一种游钓鱼。该种鱼亦见于观赏鱼市场  ，且已有人工饲养 。

## 文献索引
1. 1 2  Anderson, W.; Claro, R.; Cowan, J.; Lindeman, K.; Padovani-Ferreira, B.; Rocha, L.A.; Sedberry, G. . The IUCN Red List of Threatened Species. 2015, 2015: e.T194409A2333098  [19 November 2021]. doi:10.2305/IUCN.UK.2015-4.RLTS.T194409A2333098.en .
2. 1 2  Froese, R. & Pauly, D. (eds.) (2019). Anisotremus virginicus. FishBase. Version 2019-12.
3. ↑  . Shorefishes of the Greater Caribbean online information. Smithsonian Tropical Research Institute.   [22 March 2021]. （原始内容存档于2023-05-20）.
4. 1 2 3 4 5  . Discover Fishes. Florida Museum. 9 May 2017  [22 March 2021]. （原始内容存档于2023-05-23）.
5. ↑  . Georgia Aquarium.   [22 March 2021]. （原始内容存档于2023-03-26）.
6. ↑  William N Eschmeyer; Ron Fricke. Richard van der Laan , 编. . Californian Academy of Science.   [2022-11-05]. （原始内容存档于2022-11-05）.
7. ↑  William N Eschmeyer; Ron Fricke. Richard van der Laan , 编. . Californian Academy of Science.   [2022-11-05]. （原始内容存档于2021-10-29）.
8. ↑  . Rising Tide Conservation.   [23 March 2021]. （原始内容存档于2023-01-29）.